# .380 ACP

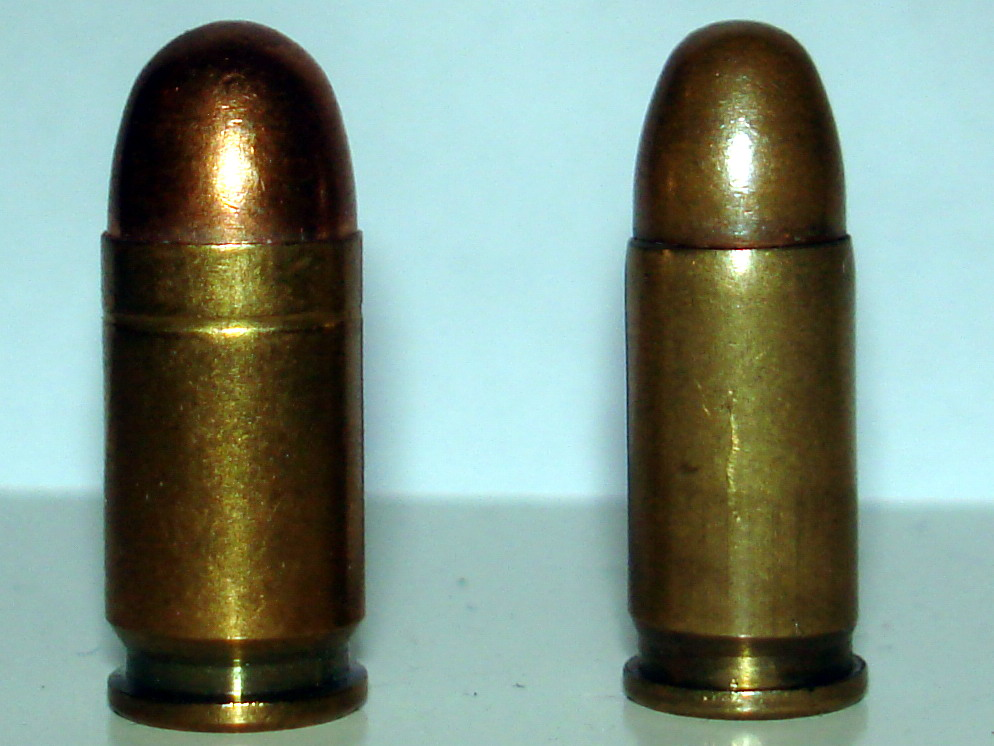
Vlevo .380 ACP, vpravo .32 ACP. oba jugoslávské výroby se střelou FMJ

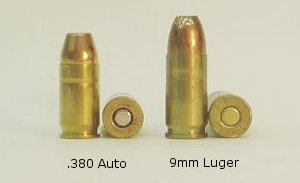
Srovnání .380 ACP s nábojem 9mm Luger.

.380 ACP (Automatic Colt Pistol) je označení pistolového náboje  uvedeného na trh v roce 1908 americkou firmou Colt. Od té doby se jedná o oblíbený náboj pro sebeobranu. Mezi ostatní názvy pro .380 ACP patří .380 Auto, 9 mm Browning, 9 mm Corto, 9 mm Kurz, 9 mm Short, 9×17 mm a 9 mm Browning Court (označení evidované u komise C.I.P.). 
Náboj .380 ACP není totožný s nábojem .38 ACP. Existuje též náboj 9 mm Browning Long (9×20 mm), který se ovšem u moderních zbraní nevyužívá.
Tento náboj je oblíbený u civilních osob ve státech, kde je z důvodu legislativních omezení použití „vojenských nábojů“ (jako např. 9 mm Parabellum v Itálii nebo ve státech latinské Ameriky).

## Popis
V USA uvedla na trh společnost Colt náboj v roce 1908. O dva roky později zavedla v Evropě společnost Fabrique Nationale de Herstal téměř shodný náboj 9 mm Browning. Oba náboje se liší jen maximálním průměrem krčku nábojnice a v praxi jsou zaměnitelné. Značení nábojů (a značení na zbraních pro ně laborovaných) vychází z toho, zda byly vyrobeny v Evropě či na americkém kontinentu.
Náboj .380 ACP byl zkonstruování pro pistoli bez uzamčeného závěru Colt Model 1908 Pocket Hammerless. Zamykací mechanismus, který se jinak nachází ve většině dnešních pistolí, není nutný protože tlak, kterým tento náboj působí na závěr při výstřelu je nízký. Síla vratné pružiny a hmotnost závěru většinou dostačují ke ztlumení působící energie. Tato okolnost zjednodušuje výrobu zbraní komorovaných na tento náboj, což snižuje jejich výrobní cenu.
Náboj .380 ACP je lehký a kompaktní, ale má menší účinný dostřel a nižší zastavovací efekt. I přesto zůstává oblíbený pro střelce, kteří chtějí lehkou pistoli se zvládnutelným zpětným rázem. Je o trochu méně účinný než náboj .38 Special. Používá střely o průměru 9 mm. Nejtěžší střela, která může být v tomto náboji použita, váží 115 grainů (7,45 g), ačkoli standardem je hodnota okolo 90 grainů (5,83 g). Náboj má dopadovou energii při ústí zhruba 260 J.{
Mnozí považují náboj .380 ACP za nejslabší vhodný na sebeobranu, ale je to subjektivní.
Pro někoho je dostatečný už 7,65 mm Browning a pro některé až 9 mm Luger.

## Synonyma názvu
Náboj .380 bývá uváděn různými názvy:
- .380 Automatic
- .380 Automatic Pistol
- .380 C.A.H.P. (Colt Automatic Pistol Hammerless)
- 9 mm Browning
- 9 × 17 mm
- 9 mm Browning krátký
- 9 mm Browning Short
- 9 mm Short Browning
- 9 mm Browning Court
- 9 mm Browning Kurz
- 9 mm krátký
- 9 mm Kurz
- 9 mm K
- 9 mm Kurz slavia
- 9 mm Corto
- 9 mm Court
- 9 mm Short
- 9 mm Kratak
- 9 mm Scurt
- 9 mm Frommer
- 9 mm Beretta m.1934
- 9 mm m.34
- 9 mm vz. 22
- 9 mm pistolový náboj 400 (h)
- 9 mm Auto-Hammerless Pistol
- DWM 540

## Příklady zbraní
Níže jsou uvedeny příklady zbraní komorovaných na náboj 9 mm Browning.
- Colt Model 1908 Pocket Hammerless
- Savage Model 1907
- FN Model 1910
- Beretta M1934
- Pistole vz. 22 a Pistole vz. 24
- ČZ vz. 38
- Kulometná pistole vz. 38
- Pistole vz. 83
- Kevin ZP98
- KelTec P3AT
- Ruger LCP
- Glock 42
- MAC-11